# Joshua Angrist
Joshua David Angrist (Columbus, 18 de septiembre de 1960) es un economista israelí-estadounidense y profesor Ford de economía en el Instituto de Tecnología de Massachusetts (MIT). En 2021, recibió el Premio Nobel de Economía, junto con David Card y Guido Imbens. Angrist e Imbens se repartieron la mitad del premio «por sus aportes metodológicos al análisis de las relaciones causales».
Se encuentra entre los más destacados economistas del mundo en economía laboral, economía urbana, y economía de la educación, y es conocido por su uso de diseños de investigación cuasi experimentales, con variables instrumentales, con los que estudia los efectos de las políticas públicas y los cambios en las circunstancias económicas o sociales. Es cofundador y codirector de la Iniciativa School Effectiveness & Inequality del MIT, que investiga la relación entre capital humano y desigualdad de ingresos en EE. UU.

## Biografía
Nació en una familia judía de Columbus, Ohio y creció en la ciudad de Pittsburgh, Pensilvania. Angrist asistió a la universidad Oberlin College, donde recibió su licenciatura en economía en 1982. Vivió en Israel desde 1982 hasta 1985, y sirvió como paracaidista en las Fuerzas de Defensa de Israel. Obtuvo una maestría y un doctorado. en economía por la Universidad de Princeton, respectivamente, en 1987 y 1989. Su tesis doctoral, Análisis econométrico de la lotería de la era de Vietnam, (referido al sistema de reclutamiento para la Guerra de Vietnam) fue supervisada por Orley Ashenfelter, y luego publicada en partes por la American Economic Review.
Después de completar su doctorado, Angrist se unió a la Universidad de Harvard como profesor asistente hasta 1991, cuando regresó a Israel como profesor titular en la Universidad Hebrea de Jerusalén Después de ser ascendido a profesor asociado en la Universidad Hebrea, se incorporó al  Departamento de Economía del MIT en 1996 como profesor asociado, antes de ser ascendido a profesor titular en 1998. Desde 2008, es profesor de Economía Ford del MIT y enseña econometría y economía laboral a sus estudiantes.
Angrist es miembro del National Bureau of Economic Research, el Instituto IZA de Economía Laboral, la Asociación estadounidense de economía, la American Statistical Association, la Ecometric Society, la Population Association of America y la Society of Labor Economists. En términos de su carrera profesional, también ha desempeñado funciones editoriales en las revistas Econometrica, American Economic Review, American Economic Journal: Applied Economics, Journal of Business and Economic Statistics, Economics Letters, Labor Economics y Journal of Labor Economics.

## Vida personal
Joshua Angrist cuenta con doble ciudadanía estadounidense e israelí y reside en Brookline, Massachusetts.

## Investigaciones
Los intereses de investigación de Joshua Angrist incluyen la economía de la educación y la reforma escolar, los programas sociales y el mercado laboral, los efectos de la inmigración, la regulación y las instituciones del mercado laboral, y los métodos econométricos para la evaluación de programas y políticas.
Se encuentra entre los 50 primeros entre más de 56 000 economistas registrados en IDEAS/RePEc en términos de producción de investigación. Es coautor frecuente de Guido Imbens, Alan B. Krueger, Victor Lavy, Parag Pathak y Jorn-Steffen Pischke. Junto con Pischke, publicó Mostly Harmless Econometrics en 2009, en el que exploran herramientas econométricas utilizadas por investigadores empíricos.
En 2014, Angrist y Pischke lanzaron Mastering 'Metrics': The Path from Cause to Effect, que está dirigido a estudiantes universitarios de econometría.

### Economía de la educación

#### Investigación sobre los retornos de la escolarización
La mayor parte de la investigación de Angrist se ha concentrado en la economía de la educación, comenzando con los beneficios de la educación. En un estudio inicial, Angrist y Krueger exploraron la relación entre la época de nacimiento de los niños y el nivel educativo obtenido gracias a políticas y leyes que establecen las edades para el inicio de la escuela y la escolarización obligatoria, y encontraron que los rendimientos de la educación están cerca de sus estimaciones de OLS, y que las leyes de educación obligatoria ayudan a que, aproximadamente, un 10 % más de estudiantes permanezcan en la escuela, quienes de otra manera habrían terminado desertando del sistema escolar. Otro de los primeros intentos de Angrist y Krueger por utilizar variables instrumentales para estimar el rendimiento de la escolaridad fue explorar el sistema draft lottery de enrolamiento de la era de Vietnam. Sin embargo, aunque su investigación posterior sobre variables instrumentales de muestra dividida confirmó los hallazgos de su investigación sobre escolaridad obligatoria, no pudo respaldar los retornos a las estimaciones de escolaridad derivadas de la investigación de la draft lottery. Angrist utilizó además la variación en las leyes de educación obligatoria de EE. UU. 
En una investigación con Daron Acemoglu para estimar las externalidades del capital humano, que encontraron alrededor del 1 % y no estadísticamente significativas. Angrist también ha estudiado la fuerte disminución de los beneficios económicos de la educación en Cisjordania y la Franja de Gaza en los años ochenta.
Junto con Lavy, también ha explorado los retornos a la educación en Marruecos, aprovechando un cambio en su idioma de instrucción del francés al árabe para descubrir que la política redujo sustancialmente los retornos de los jóvenes marroquíes a la escuela al deteriorar sus habilidades de escritura en francés.

#### Investigación sobre los determinantes del aprendizaje de los estudiantes
Otro aspecto de la investigación de Angrist en la economía de la educación se refiere al impacto de varios insumos y reglas en el aprendizaje. Por ejemplo, en un trabajo posterior con Lavy, Angrist aprovechó la Ley de Maimónides, que limita el tamaño de la clase a 40 estudiantes, con el fin de estudiar el impacto del tamaño de la clase en el rendimiento escolar en las escuelas israelíes, y encontró que la reducción del tamaño de la clase aumenta sustancialmente los puntajes de las pruebas para el 4.° y 5.° grado, aunque no para 3.° grado.
En investigaciones posteriores en escuelas israelíes, encontraron que la capacitación de maestros puede mejorar de manera rentable las calificaciones de los estudiantes en las pruebas, al menos en las escuelas laicas, que la instrucción asistida por computadora no logra, y que los incentivos en efectivo aumentaron en la escuela secundaria el rendimiento entre las niñas, al inducirlas a aumentar el tiempo invertido en la preparación del examen pero, no fueron efectivas para los niños varones.
De manera similar, en un estudio de Angrist, Philip Oreopoulos y Daniel Lang, en el que se comparó el impacto de los servicios de apoyo académico, los incentivos financieros y una combinación de ambos en los estudiantes universitarios canadienses de primer año, el tratamiento combinado elevó las calificaciones de las mujeres durante su primer y segundo año. pero no tuvo ningún impacto en los hombres.
En una investigación sobre bonos escolares para escuelas privadas en Colombia junto a Eric Bettinger, Erik Bloom, Elizabeth King y Michael Kremer, Angrist encontró que los destinatarios de los bonos eran 10 % más propensos a terminar la escuela secundaria inferior, 5 a 7 % más propensos a completar la escuela secundaria y a puntuar 0,2 desviaciones estándar más altas en las pruebas, lo que sugiere que los beneficios de los bonos probablemente excedieron su costo de 24 dólares estadounidenes.
Otro tema de investigación de Angrist son los efectos de los pares en la educación, que, por ejemplo, ha explorado con Kevin Lang en el contexto de las integraciones escolares de METCO o con Atila Abdulkadiroglu y Parag Pathak en Boston y la ciudad de Nueva York en las escuelas de examen suscritas, aunque los efectos que encuentran son breves y modestos en ambos casos. Con respecto al efecto de las pruebas de maestros, que Angrist ha estudiado con Jonathan Guryan en los EE. UU., Encuentra que las pruebas de maestros exigidas por el estado aumentan los salarios de los maestros sin aumentar su calidad, aunque disminuyen la diversidad de maestros al reducir la fracción de maestros nuevos que son hispanos. En su trabajo con Lavy y Analia Schlosser, Angrist también ha explorado la hipótesis de Becker sobre una compensación entre la calidad y la cantidad del niño explotando la variación en los nacimientos de gemelos y las preferencias de los padres por las composiciones de hermanos de sexos mixtos, con evidencia que rechaza la hipótesis.

##### Investigación sobre las escuelas independientes (chárter)
Desde finales de la década de 2000, Angrist ha realizado una extensa investigación sobre las escuelas charter en EE. UU. Con Pathak, Abdulkadiroglu, Susan Dynarski, Thomas Kane y Christopher Walters, por ejemplo, al estudiar la KIPP Lynn Academy, estiman que la asistencia a KIPP Lynn aumentó los puntajes de matemáticas de los estudiantes en 0,35 SD y sus puntajes en inglés en 0,12 SD, y la mayoría de las ganancias se acumularon en estudiantes con dominio limitado del inglés o necesidades de educación especial. o aquellos que obtuvieron puntajes bajos al inicio del estudio. Más allá de KIPP Lynn, encontraron que la asistencia a las escuelas chárter de Boston aumentó los puntajes de las pruebas para los estudiantes de secundaria y preparatoria, especialmente para las escuelas con loterías de asignación vinculantes, mientras que las escuelas piloto (escuelas públicas cubiertas por algunas disposiciones de negociación colectiva y más independencia con respecto a las políticas educativas) generalmente tienen, en el mejor de los casos, efectos estadísticamente insignificantes o pequeños en los resultados de las pruebas de los estudiantes. Investigaciones posteriores han atribuido la eficacia relativa de las escuelas autónomas urbanas a la adopción de estas escuelas del enfoque No Excuses (sin excusas) para la educación urbana, que enfatiza la disciplina y el comportamiento de los estudiantes, las habilidades tradicionales de lectura y matemáticas, el tiempo de instrucción y la contratación selectiva de maestros.

### Economía laboral
De manera similar a su investigación sobre la economía de la educación, la investigación de Angrist sobre la economía del trabajo también busca a menudo explorar experimentos cuasi naturales para identificar relaciones causales. En una publicación derivada de una disertación, Angrist, por ejemplo, explota la draft lottery militar durante la Guerra de Vietnam para estimar que luchar en Vietnam redujo las ganancias de por vida de los veteranos, en aproximadamente un 15%, en relación con las de los no veteranos. Teniendo en cuenta los beneficios de los veteranos que subsidiaban la educación y la capacitación, por ejemplo, a través del GI Bill, encuentra que estos beneficios aumentaron la escolaridad en los EE. UU. en cerca de 1,4 años, y las ganancias de los veteranos en un 6%.
En un trabajo adicional que explota las idiosincrasias del reclutamiento militar de EE. UU., Angrist estudió el impacto del servicio militar voluntario en el mercado laboral en la década de 1980, estimando que los soldados voluntarios que prestaron servicio en la década de 1980 ganaron considerablemente más que aquellos civiles contemporáneos mientras estaban en servicio, y experimentaron tasas de empleo comparativamente más altas a partir de entonces, incluso aunque aumentó modestamente, en el mejor de los casos, sus ingresos civiles a largo plazo y, para los blancos, los redujo.
Junto con Krueger, Angrist también investigó con Krueger si los veteranos de la Segunda Guerra Mundial ganaban más que los no veteranos, encontrando en cambio que ganaban como máximo tanto como los no veteranos comparables. Angrist y Krueger más tarde resumieron su trabajo sobre la causalidad en la economía del trabajo en un capítulo del Handbook of Labor Economics, con especial énfasis en los controles para las factores de confusión, modelos de efectos fijos y diferencias en diferencias, estimación de variables instrumentales y diseños de regresión discontinua. En otro estudio relacionado con el ejército de los EE. UU., Angrist y John H. Johnson IV utilizan la Guerra del Golfo para estimar los efectos de las separaciones relacionadas con el trabajo en las familias militares, mostrando grandes diferencias entre el impacto del despliegue de hombres y mujeres soldados en las tasas de divorcio y oferta laboral conyugal. En su trabajo con William Evans, Angrist exploró la preferencia de las familias por tener hermanos de ambos sexos para estimar el impacto de los niños en la oferta de trabajo de los padres, observando que el tamaño de la familia no tenía ningún impacto en la oferta de trabajo de los maridos y que el impacto en las mujeres se estaba sobrestimando a través de mínimos cuadrados ordinarios.
En un trabajo posterior con Evans, también exploró el impacto de las reformas estatales del aborto en 1970 en la educación y los resultados del mercado laboral, argumentando que redujeron la fertilidad de las adolescentes afroamericanas y, por lo tanto, aumentaron las tasas de finalización de la escuela secundaria, asistencia universitaria y empleo de las mujeres negras.
En otro estudio con Acemoglu, Angrist también analizó las consecuencias de la Ley para estadounidenses con discapacidades de 1990 (ADA), encontrando una fuerte caída en el empleo de personas con discapacidades poco después de la entrada en vigencia de la ley, lo que sugiere que ADA probablemente ha perjudicado el acceso de las personas discapacitadas al mercado laboral.
Angrist también ha estudiado el mercado matrimonial de EE. UU. y ha descubierto, al explorar la endogamia en los matrimonios, que las altas proporciones de sexo entre hombres y mujeres aumentaron la probabilidad de matrimonio femenino y disminuyeron su participación en la fuerza laboral.
Junto con Adriana Kugler, Angrist encontró que las instituciones del mercado laboral que reducen la flexibilidad del mercado laboral exacerban la pérdida de empleos nativos debido a la inmigración, especialmente en lo que respecta a los mercados de productos restringidos.
Angrist y Kugler también investigaron la relación entre los precios de la cocaína y el conflicto civil en Colombia, y observaron que las oportunidades financieras ofrecidas por el cultivo de coca alimentaron el conflicto, y las zonas rurales cultivadoras experimentaron un aumento pronunciado de la violencia.

### Econometría
Además de su investigación empírica, Angrist también ha realizado importantes contribuciones a la econometría, especialmente en lo que respecta al uso de estimaciones de variables instrumentales. Por ejemplo, Angrist desarrolló un equivalente de mínimos cuadrados en dos etapas (2SLS) del estimador eficiente de Wald. Junto con Guido Imbens, desarrolló el concepto de efectos de tratamiento promedio local y mostró cómo identificarlos y estimarlos, y cómo usar 2SLS para estimar el efecto causal promedio de tratamientos variables. En un trabajo posterior con Imbens y Donald Rubin, Angrist mostró cómo las variables instrumentales pueden integrarse en el modelo causal de Rubin para identificar efectos causales entre variables. También desarrolló con Imbens y Krueger los llamados "estimadores de variables instrumentales jackknife" para abordar el sesgo en estimaciones y ha explorado la interpretación de estimadores de variables instrumentales en modelos de ecuaciones simultáneas junto con Imbens y Kathryn Graddy. Nuevamente con Imbens, junto con Alberto Abadie, también ha estudiado el efecto de la capacitación subsidiada debido a la Ley de Asociación de Capacitación Laboral de 1982 sobre los cuantiles de los ingresos de los aprendices, encontrando grandes efectos de dicha ley en las trabajadoras con salarios bajos pero efectos significativos en los hombres sólo para la mitad superior de la distribución de ingresos de los hombres en formación. Con respecto a los modelos de variables dependientes limitadas con regresores endógenos binarios, Angrist defiende el uso de 2SLS en los modelos multiplicativos para medias condicionales, aproximación lineal de modelos causales no lineales, modelos para efectos de distribución y regresión cuantílica con regresor binario endógeno.
Angrist también ha explorado el vínculo entre los efectos del tratamiento promedio local y los efectos del tratamiento promedio de la población, es decir, la validez externa de las estimaciones de variaciones instrumentales. Finalmente, junto con Victor Chernozhukov e Iván Fernández-Val, Angrist también ha explorado las regresiones cuantílicas, mostrando que minimizan una error cuadrático medio ponderado para el error de especificación.
En artículos con Krueger así como con Jorn-Steffen Pischke en el Journal of Economic Perspectives, Angrist ha defendido repetidamente un enfoque en la identificación de causalidad en economía, por ejemplo, usando variables instrumentales. En particular, Angrist ha argumentado en 2010 en respuesta a la crítica de la econometría de Edward Leamer de 1983, que la microeconomía había experimentado desde entonces una "revolución de la credibilidad", gracias a mejoras sustanciales en los diseños de investigación empírica y una atención renovada a las relaciones causales.

## Honores y premios

### Antes del Premio Nobel de Economía
Angrist es investigador en el Instituto para el Estudio del Trabajo (IZA). También es miembro de la Econometric Society. Fue elegido miembro de la Academia Estadounidense de las Artes y las Ciencias en 2006. En 2007, recibió un doctorado honorario en Economía de la Universidad de San Galo. Ha recibido el premio John von Neumann 2011 otorgado anualmente por el Rajk László College for Advanced Studies en Budapest.

### Premio Nobel de Economía
Para explicar su razonamiento para otorgar la mitad del Premio Nobel de Economía 2021 que fue para Angrist y Guido Imbens, la Real Academia Sueca de Ciencias especificó que:
Los datos de un experimento natural son difíciles de interpretar (...) Por ejemplo, extender la educación obligatoria por un año para un grupo de estudiantes, pero no para otro, no afectará a todos en ese grupo de la misma manera. Algunos estudiantes habrían seguido estudiando de todos modos y, para ellos, el valor de la educación a menudo no es representativo de todo el grupo. Entonces, ¿es posible sacar alguna conclusión sobre el efecto de un año extra en la escuela? A mediados de la década de 1990, Joshua Angrist y Guido Imbens resolvieron este problema metodológico, demostrando cómo se pueden extraer conclusiones precisas sobre causa y efecto a partir de experimentos naturales. 